# Marco Seliger
Marco Seliger (* 28. Juni 1972 in Blankenburg (Harz)) ist ein deutscher Journalist und Autor und langjähriger Redakteur für Verteidigungs- und Sicherheitspolitik bei der Frankfurter Allgemeinen Zeitung, Loyal, und heute erneut bei der Neuen Zürcher Zeitung (NZZ).

## Leben

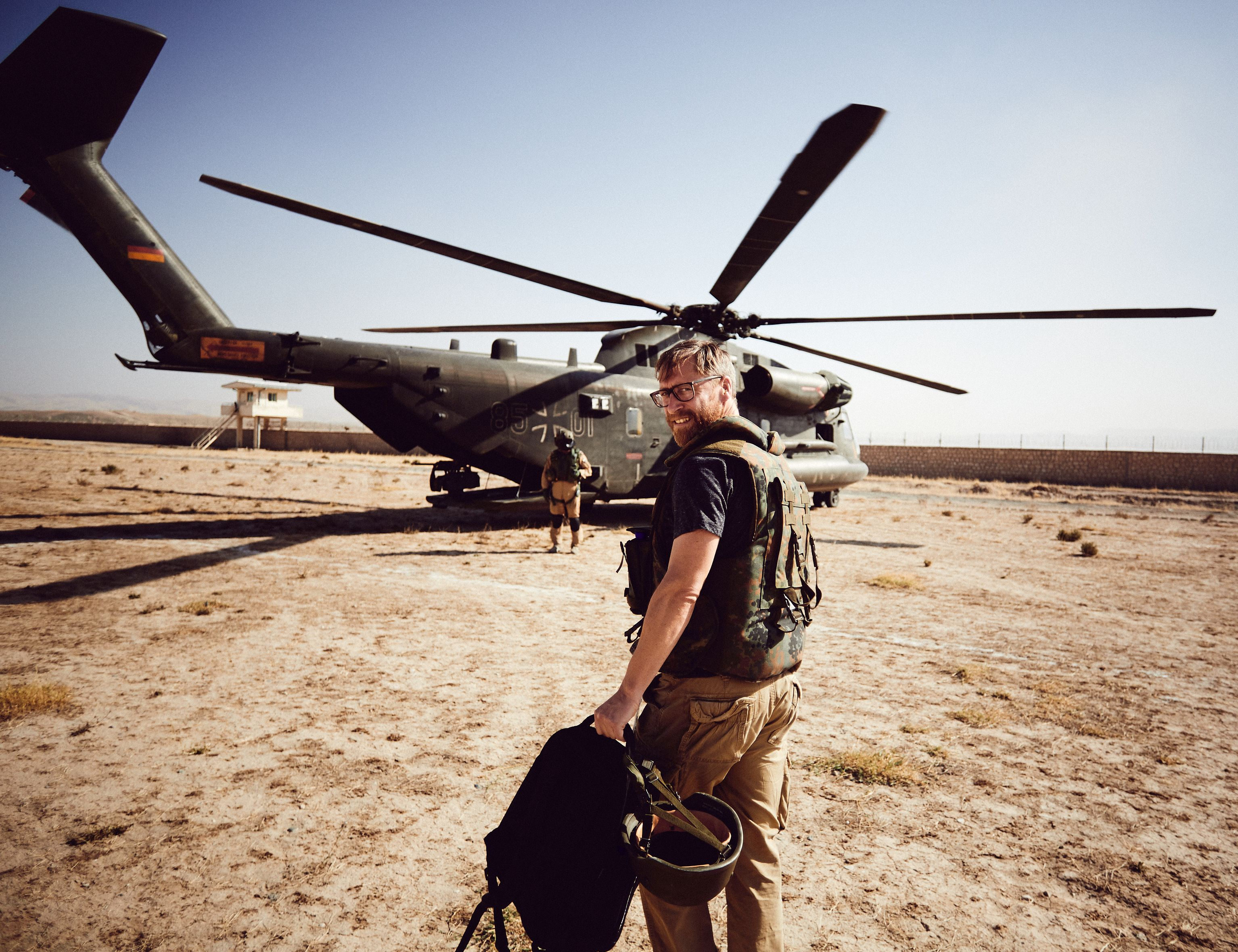
Marco Seliger während einer Reportagereise in Afghanistan kurz nach der Landung im afghanischen Militärlager „Camp Pamir“ in Kundus im August 2016

Von 2002 bis 2007 war Seliger Chef vom Dienst und anschließend bis 2019 Chefredakteur der Loyal, der sicherheitspolitischen Zeitschrift des Reservistenverbandes. Zugleich war er verteidigungspolitischer Autor und Kriegsberichterstatter der FAZ und später der Neuen Zürcher Zeitung. Zuvor war er Redakteur der Schwäbischen Zeitung, der Schweriner Volkszeitung, der Magdeburger Volksstimme.
2020 wechselte Seliger zum Rüstungsunternehmen Heckler & Koch als Leiter der Kommunikation und Pressesprecher und 2022 zur Table Media GmbH als Redaktionsleiter des „Security-Table“ in Berlin. Seit 2023 arbeitet er wieder für die NZZ.
Als Reservist war Seliger in Afghanistan, im Kosovo und in Bosnien-Herzegowina im Einsatz.

## Werke
- Das Afghanistan Desaster. Mittler im Maximilian Vlg, 2022, ISBN 3-8132-1116-9 (eingeschränkte Vorschau in der Google-Buchsuche).
- Sterben für Kabul. E.S. Mittler & Sohn, 2011, ISBN 3-8132-1000-6 (eingeschränkte Vorschau in der Google-Buchsuche).